# Biopalatset, Göteborg
Biopalatset vid Kungstorget i Göteborg är en multibiograf, invigd den 15 september 1995, numera ägd av Filmstaden (tidigare SF Bio) och tidigare av Astoria Cinemas. Den var det tredje (av fyra) biopalats som Sandrew Metronome AB lät bygga i Sverige, där de andra tre ligger i Stockholm, Malmö och Borlänge. Biografen är inrymd i en galleria från 1980-talet i tre plan med 10 salonger och 1 143 platser (vid invigningen 1 350). Semrén & Månsson är arkitektfirman som har ritat biopalatset och inredningen är ritad av Rutger Andersson. I bottenplan har man låtit en bit av en bastionsmur från 1600-talet finnas kvar för beskådan. Fem av salongerna är THX-märkta.